# Долина соблазна
«Долина соблазна» (англ. P-Valley) — американский телевизионный сериал, рассказывающий о темнокожих стриптизёршах. Главные роли в нём сыграли Брэнди Эванс, Никко Аннан, Паркер Сойерс. Премьера первого сезона состоялась летом 2020 года, второго — летом 2022 года. Сериал продлён на третий сезон.

## Сюжет
Литературной основой сценария стала пьеса Катори Холл Pussy Valley. Главные героини — темнокожие девушки, работающие в небольшом стриптиз-клубе в одном из городов штата Миссисипи.

## В ролях
- Брэнди Эванс — Мерседес
- Никко Аннан — дядя Клиффорд
- Паркер Сойерс — Эндрю Уоткинс
- Шеннон Джанай Торнтон

## Производство и релиз
О начале работы над телеэкранизацией пьесы Катори Холл Pussy Valley стало известно в 2016 году. В ноябре 2018 года компания Starz официально заказала сериал. Производством занялась Chernin Entertainment, шоураннером и исполнительным продюсером проекта стала Катори Холл, режиссёром первого эпизода — Карена Эванс. Первый сезон, включающий восемь серий, был полностью снят женщинами-режиссёрами. Съёмки проходили главным образом в Атланте (Джорджия).
Премьерный показ «Долины соблазна» начался 12 июля 2020 года. 27 июля, после выхода трёх серий, шоу было продлено на второй сезон. Его съёмки начались в июне 2021 года, премьерный показ проходил с 3 июня по 14 августа 2022 года. В октябре 2022 года стало известно, что сериал продлён на третий сезон; его съёмки приостанавливались в знак солидарности с голливудской забастовкой на год, с мая 2023 по май 2024 года.

## Восприятие
На сайте-агрегаторе отзывов Rotten Tomatoes «Долина соблазна» получила рейтинг 100 % со средней оценкой 8.72/10. Рецензенты с этого ресурса охарактеризовали сериал как «потрясающее, лирическое произведение неонуара», которое «исследует невидимую жизнь стриптизёрш в Миссисипи, прославляя красоту ремесла без приукрашивания». На сайте Metacritic шоу получило 85 баллов из 100, что указывает на «всеобщее признание».
Рецензенты отмечают, что в «Долине соблазна» нет объективации женского тела, но есть «южная готика, нуар и бурлеск». Прозвучало мнение, что в сериале «раскрывают остросоциальную тему #blacklivesmatter посредством soft power». С визуальной точки зрения «Долина соблазна» может быть близка к «Эйфории», с точки зрения стиля — к «Настоящей крови» или «Настоящему детективу».